# Michael Turtur
Michael Colin Turtur (Adelaida, 2 de julio de 1958) es un deportista australiano que compitió en ciclismo en la modalidad de pista, especialista en la prueba de persecución por equipos.
Participó en los Juegos Olímpicos de Los Ángeles 1984, obteniendo una medalla de oro en la prueba de persecución por equipos (junto con Michael Grenda, Kevin Nichols y Dean Woods).
En 1985 fue condecorado con la Medalla de la Orden de Australia (OAM) y en 2018 fue nombrado oficial de la Orden de Australia (AO).

## Medallero internacional
| Juegos Olímpicos | Juegos Olímpicos             | Juegos Olímpicos | Juegos Olímpicos        |
| Año              | Lugar                        | Medalla          | Competición             |
| ---------------- | ---------------------------- | ---------------- | ----------------------- |
| 1984             | Los Ángeles (Estados Unidos) | Medalla de oro   | Persecución por equipos |